# Rocket League
Rocket League ist ein Computerspiel, das von dem Unternehmen Psyonix entwickelt und veröffentlicht wurde. Das Spielprinzip ähnelt am ehesten einem Autoballspiel, in dem die Spieler versuchen, einen großen Ball mit Hilfe von Autos in das gegnerische Tor zu befördern. Es besitzt Elemente von Fußball und Stockcar.
Das Spiel erschien am 7. Juli 2015 für PlayStation 4 und Windows. Die Xbox-One-Version wurde am 17. Februar 2016 veröffentlicht. Am 8. September 2016 erschien die Mac- und Linux-Version des Spiels. Es ist der Nachfolger von Supersonic Acrobatic Rocket-Powered Battle Cars (kurz SARPBC), welches 2008 erschien. Das Spiel enthält das aus SARPBC bekannte Spieldesign und beinhaltet Einzelspieler- und Mehrspielermodi, die lokal und online gespielt werden können. Plattformübergreifendes Spielen, zum Beispiel zwischen PC und Konsolen, ist möglich (sogenanntes Crossplay). Mit dem „Rumble“-Update am 8. September 2016 wurde Rocket League, noch als Beta gekennzeichnet, für Mac und Linux veröffentlicht. Am 14. November 2017 wurde das Spiel auch für die Nintendo Switch veröffentlicht.
Rocket League basiert auf der Unreal-Engine-Technologie.
Mit über 6,5 Millionen US-Dollar an ausgeschütteten Preisgeldern gehört Rocket League zu den zwanzig erfolgreichsten Spielen der Geschichte im E-Sport.
Am 1. Mai 2019 gaben die Entwickler bekannt, dass das Spiel vom Entwicklerstudio Epic Games gekauft wurde. Dabei ergänzten sie den Artikel um zwei weitere Zeilen, die versichern sollten, dass Rocket League weiterhin auf der Plattform Steam verfügbar bleibt.
Am 23. Januar 2020 gab Psyonix/Epic Games bekannt, die Unterstützung für die Mac- und Linux-Version mit einem letzten Update im März 2020 beenden zu wollen.
Am 21. Juli 2020 wurde bekannt, dass Rocket League im späten Sommer 2020 kostenlos wird. Am 23. September 2020 erschien das Spiel als Free-to-play-Titel. Mit diesem Schritt wollte Epic Games die Spieler nun vollständig von Steam in den Epic Games Store leiten, weshalb sie kurzerhand Rocket League aus der Steam-Suche entfernen ließen. Spieler, die sich Rocket League bis zu diesem Zeitpunkt auf Steam gekauft bzw. heruntergeladen haben, können das Spiel im Steam-Client jedoch weiterhin ohne Beeinträchtigung nutzen.

## Spieldesign
In Rocket League versucht man, innerhalb von fünf Minuten die meisten Tore, bzw. mehr als der Gegenspieler zu erzielen. Hierzu stehen dem Spieler Autos zur Verfügung, die mit einem Raketenantrieb auch Sprünge und Manöver in der Luft ausführen können. Gespielt wird im 1-vs.-1-, 2-vs.-2-, 3-vs.-3- oder 4-vs.-4-Modus. Hierbei lassen sich weiter Spielmodi-Spezifikationen festlegen. Vordergründig und meistgespielt sind die Modi Rang-Wettkampf („Ranked“) und ein normaler Modus („Casual“ oder auch „Zwanglos“). Bis zum Rocket-Pass-Update am 5. September 2018 existierte außerdem ein „Rocket Labs“-Modus (experimentelle Arenen), ein „Schneefrei“-Modus (mit einem Puck anstelle eines Balls), ein „Körbe“-Modus (angelehnt an Basketball), ein „Rumble“-Modus (mit verschiedenen Power-ups) und ein „Dropshot“-Modus (Gepunktet wird, indem der Ball durch Löcher im Boden geschossen wird), alle ausschließlich in der „Casual“-Variante. Der „Rocket Labs“-Modus wurde eingestampft (experimentelle Arenen sind aber immer noch in Rumble und in privaten Modi spielbar), die restlichen Spielarten sind nur noch als Rang-Wettkämpfe zu bestreiten.

## Gameplay

### Vor dem Spiel
Im Menü vor dem Start des Spiels ist es möglich, sein Auto in der Garage anzupassen und zu designen. Abgesehen von verschiedenen Karosserien und dem damit verbundenen Unterschied in der Ballführung, sind diese Änderungen rein optischer Natur.
Beispiele dafür sind die Lackierung, die Reifen, der Boost etc.
Durch das Abschließen von Spielen werden die verschiedenen Elemente freigeschaltet.

### Im Spiel
Die Arenen ähneln in ihrem Aufbau einem Fußballfeld, sind jedoch rundum durch Wände und mit einer Decke begrenzt. Die Physik der Fahrzeuge und des Balles unterscheiden sich deutlich von der Realität, im Besonderen in Hinblick auf die Schwerkraft. So kann man an Wänden und mit ausreichender Geschwindigkeit für einen kurzen Zeitraum auch an der Decke entlang fahren. In der Arena sind wiederkehrende „Boost“-Zellen und Pillen vorhanden, die man einsammeln kann, um seinem Auto einen kurzfristigen Turbo-Antrieb zu geben. Die Boost-Zellen sind auf dem Boden des Spielfeldes verteilt. Die Boost-Pillen liegen in den Ecken oder am Spielfeldrand. Eine Boost-Zelle gibt jeweils 12 und eine Pille volle 100 Boost-Punkte.
Des Weiteren ist es möglich, mit den Fahrzeugen diverse Sprünge und Manöver auszuführen.
In der Regel dauert ein Spiel fünf Minuten, wobei das Spiel nach Ablauf dieser Zeit erst beendet wird, wenn der Ball den Boden berührt oder ein Tor erzielt wird. Bei Gleichstand gibt es eine Verlängerung die beim nächsten Tor das Spiel entscheidet. Es spielen in der Regel immer Team Orange gegen Team Blau. Seit dem Update im August 2018 können vor Spielbeginn bereits zusammengeschlossene Teams (Clans) auch andere Farben und Teamnamen wählen.
Während des Spiels sind in der oberen rechten Ecke immer wieder Symbole zu finden, die Spielaktionen darstellen, die der eigene Spieler ausführt. Eigene Aktionen werden vergrößert in der oberen Bildschirmhälfte dargestellt. Diese Anzeige lässt sich in den Einstellungen deaktivieren. Jeder Spieler erhält für bestimmte Ausführungen und Aktionen Punkte.
Aktionen mit anschließendem Punktgewinn sind:
- eine Ballberührung (möglicherweise nicht jede) (+2)
- ein erzieltes Tor (+100), evtl. Zusatzpunkte durch
  - Tor aus großer Distanz (+10)
  - Tor im Rückwärtsgang (+10)
  - Tor in einer Rückwärtsdrehung (Fallrückziehertor) (+10)
  - Tor, bei dem das Auto beim Schuss auf dem Dach lag (Schildkrötentor) (+10)
  - Tor, bei dem man ein Gegnerfahrzeug an den Ball gestoßen hat (Bandenschuss) (+10)
  - Tor nach einer Ballberührung in der Luft, oberhalb der Höhe der Torlatte (Volleytor) (+30)
  - Tor in der Verlängerung (Golden Goal) (+50)
- ein Schuss auf das Tor (+10)
- eine erfolgreiche Torvorlage für einen Teampartner (+50)
- das Abwehren eines Schusses auf das eigene Tor (Parade) (+50)
- das Abwehren des Balls in Nähe der Torlinie (Glanzparade) (+75)
- das Wegspielen des Balls aus dem eigenen Strafraum (Befreiungsschlag/Abwehr) (+20)
- das Zerstören von 7 gegnerischen Fahrzeugen in einem Spiel (Auslöschung) (+25)
- ein Pass in die gegnerische Spielfeldmitte (Hereingabe) (+10)
- drei Paraden und/oder Glanzparaden (Retter) (+25)
- drei erzielte Tore (Hattrick) (+25)
- drei Torvorlagen (Spielmacher) (+25)

Aktionen ohne anschließenden Punktgewinn sind:
- das Abschließen des Spiels als Sieger
- das Abschließen des Spiels als Spieler mit den meisten Punkten (Wertvollster Spieler)
- der erste Ballkontakt beim Anstoß
- Eigentore

### Ligensystem
Rocket League verfügt über ein ausgeprägtes, mehrstufiges Ligasystem. Ein Spieler kann in jedem Modus, für den ein Rang-Wettkampf („Ranked“) angeboten wird (1v1, 2v2, 3v3, Rumble, Dropshot, Körbe, Schneefrei), nach zehn Platzierungsspielen einen Rang erhalten. Dieser Rang bezieht sich nur auf den aktuell gespielten Modus, so kann ein Spieler also im 1v1-Modus einen anderen Rang besitzen als im 3v3-Modus.
| Rang              | Division | Liga |
| ----------------- | -------- | ---- |
| Supersonic Legend |          |      |
| Grand Champion    | III      | 1–4  |
| Grand Champion    | II       | 1–4  |
| Grand Champion    | I        | 1–4  |
| Champion          | III      | 1–4  |
| Champion          | II       | 1–4  |
| Champion          | I        | 1–4  |
| Diamant           | III      | 1–4  |
| Diamant           | II       | 1–4  |
| Diamant           | I        | 1–4  |
| Platin            | III      | 1–4  |
| Platin            | II       | 1–4  |
| Platin            | I        | 1–4  |
| Gold              | III      | 1–4  |
| Gold              | II       | 1–4  |
| Gold              | I        | 1–4  |
| Silber            | III      | 1–4  |
| Silber            | II       | 1–4  |
| Silber            | I        | 1–4  |
| Bronze            | III      | 1–4  |
| Bronze            | II       | 1–4  |
| Bronze            | I        | 1–4  |
| Unranked          |          |      |

Ein Rang wird folgendermaßen ausgesprochen: Diamant II, III ergibt „Diamant zwei, Liga drei“. Größerzahlige Ligen und Divisionen sind höhergestellt als niedrige. Diamant II ist also besser als Diamant I. Der höchste verfügbare Rang, Supersonic Legend (etwa: Überschall-Legende), besitzt keine Unterteilung mehr.
Klassischerweise wird mit dem Rang (engl. „rank“) der Rang im Ligasystem bezeichnet, nicht der irreführenderweise gleich benannte Levelrang oder die dazugehörige Rangbezeichnung.

#### Auf- und Abstiege
Im kompetitiven Modus von Rocket League werden die Spieler nach einem MMR-System (Match Making Rating) in Ränge eingeteilt. Der MMR-Wert eines Spielers ist jedoch nicht normal einsehbar und nur auf dem PC mit Mods sichtbar.
Während der ersten zehn Platzierungsspielen erhält oder verliert der Spieler bis zu 50 MMR pro gewonnenes und verlorenes Spiel. Dadurch werden den Spielern schnell angemessene Ränge zugeordnet. Nach den Platzierungsspielen erhält der Spieler pro Spiel entweder +9 oder −9 MMR.

#### Saisons und Inaktivität
Die erspielten Ränge bleiben nicht permanent. Sie gelten immer nur für eine Saison (engl. „season“), die meist mehrere Monate überdauert. Am Ende einer jeden Saison erhalten alle Spieler spezielle Belohnungen, je nachdem, welchen Rang sie erspielt haben. Um eine Saisonbelohnung für einen Rang zu erhalten, muss der Spieler zehn Siege mit diesem oder einem höheren Rang erzielt haben. Dabei muss jede Belohnung erspielt werden, eine silberne Belohnung kann erst erspielt werden, wenn die bronzene Belohnung bereits erspielt ist. Daraus ergibt sich, dass der Spieler, um alle Belohnungen zu erhalten, mindestens 90 Spiele spielen muss (8 Ränge à 10 Siege + 10 Platzierungsspiele).
Nach dem Ende einer Saison beginnt sofort anschließend die nächste. Jeder Spieler wird in jedem Modus, in dem er einen Rang erspielt hat, einem Soft Reset (dt. „weiche Zurücksetzung“) unterzogen. Dabei werden alle Platzierungsspiele zurückgesetzt, der Spieler muss diese in jedem Modus neu spielen. Als Faustregel gilt: Gewinnt der Spieler die Hälfte der Spiele, wird er seinen vorherigen Rang zurückerhalten. Sollte er mehr oder weniger Spiele gewinnen, zählen diese wie ein normales gewertetes Spiel. Man landet also immer in der Nähe seines veralteten Rangs.
Bei Inaktivität, d. h. dem Nicht-Spielen eines wettkampfbasierten Modus über mehrere Wochen während einer laufenden Saison, wird der Spieler einem Slightly Soft Reset (dt. „kleine weiche Zurücksetzung“) unterzogen. Dabei muss er einen Teil seiner Platzierungsspiele neu ausspielen, meist zwei oder drei. Die Spiele werden als normales Wettkampfspiel gewertet und fließen in den Rang ein. Der Saisonbelohnungsfortschritt bleibt bestehen.

### Ränge und Items
Durch die im Spiel erzielten Punkte (XP) erhöht sich der Level. Ein Levelaufstieg wird mit einem zufälligen Item belohnt, außerdem lassen sich je nach Level auch Ränge freischalten. Diese werden unter dem Namen angezeigt und geben einen Hinweis auf die ungefähre Gesamtspieldauer des Spielers.
| Level   | Rang                     |
| ------- | ------------------------ |
| ab 20   | Veteran                  |
| ab 40   | Experte                  |
| ab 60   | Meister                  |
| ab 80   | Legende                  |
| ab 100  | Raketenmeister           |
| ab 200  | Eliteherausforderer      |
| ab 300  | All-Star                 |
| ab 400  | Superstar                |
| ab 500  | Größter Rivale           |
| ab 600  | Überragender Meister     |
| ab 700  | Überschall-Legende       |
| ab 800  | Ultimativer Ballkünstler |
| ab 900  | Raketenmeister-Elite     |
| ab 1000 | Raketenhalbgott          |

Ebenso wie die Punkte erhielt man bis zum Dezember-Update 2019 nach einem Spiel mit einer bestimmten Wahrscheinlichkeit Kisten, welche Items enthalten und sich mit kostenpflichtigen Schlüsseln bzw. kostenlosen Decodierer öffnen lassen konnten.
Psyonix kündigte am 1. Oktober 2019 ein neues Looting-System an, dass die Kisten und Schlüssel am Ende des Jahres ersetzen sollte. Erklärt wurde dieser Schritt damit, dass man versuche, den ganzen Prozess weniger auf Glück zu basieren und dem Spieler direkt zu zeigen, was er für sein Geld genau erhält. Das neue System nennt sich „Blueprints“ (dt. „Blaupausen“).
Seit dem Blueprint-Update erhält der Spieler statt Kisten sogenannte Blueprints, die einem speziellen kosmetischen Item zugeschrieben sind. Durch das Bezahlen von Credits, der in diesem Update eingeführten, neuen Echtgeld-Währung, kann man dieses Item herstellen und nutzen. Seit dem März-Update 2020 können Blueprints wie zuvor auch Kisten mit anderen Spielern getauscht (engl. „traded“) werden. Am 10. Oktober 2023 kündigte Psyonix die Entfernung des Tauschhandels für den 6. Dezember 2023 an. Spielern wird es künftig nicht mehr möglich sein, kosmetische Spielgegenstände untereinander zu tauschen.

## Musik
Der Original-Soundtrack von Rocket League wurde am 1. Juli 2015 sowohl physisch als auch digital veröffentlicht. Es enthält Originalkompositionen des Psyonix-Sounddesigners Mike Ault sowie Beiträge von Aults elektronischer Musikgruppe Hollywood Principle. Neue Songs wurden dem Spiel nach der Veröffentlichung hinzugefügt, darunter Chaos Run Theme von Kevin Riepl, Escape from LA (Instrumental) von Abandoned Carnival and Ault und ein Remix von Hollywood Principles Breathing Underwater von Ether. Diese Songs wurden später im zweiten Teil des Soundtracks zusammengestellt, der am 7. Juli 2016 veröffentlicht wurde. iam8bit veröffentlichte Ende 2016 eine dreiteilige Vinylversion des Soundtracks, bestehend aus den beiden oben genannten Bänden. Das Update zum 2. Jubiläum des Spiels enthielt ein Musik-Paket mit Veröffentlichungen des EDM-Labels Monstercat. Das Label hat zudem auch eine Reihe von eigenständigen Alben mit der Musik aus Rocket League mit dem Titel Rocket League x Monstercat veröffentlicht.

## Spieler- und Verkaufszahlen
Rocket League war vor der Übernahme von Spielehersteller Epic Games für 19,99 € zu kaufen. Nach der Übernahme war und ist es bis zum jetzigen Zeitpunkt im Epic Games Store gratis verfügbar.
Rocket League wurde im ersten Monat nach der Veröffentlichung über vier Millionen Mal heruntergeladen. Bis März 2017 wurde das Spiel insgesamt 10,5 Millionen Mal verkauft.
Im Januar 2018 wurde die Marke von 40 Millionen Spielern überschritten. Die Spielerzahl kann jedoch nicht mit der Verkaufszahl gleichgesetzt werden, da sich pro verkaufter Einheit mehrere Spieler anmelden können. Bis zu diesem Zeitpunkt wurden außerdem bereits über zwei Milliarden Partien absolviert.

## Rezeption
Viele populäre Websites wie IGN veröffentlichten kurz nach der Veröffentlichung des Spiels mehrere Berichte, die das Spiel beschrieben haben. Dabei wurde zum Beispiel bemängelt, dass die Server bei Release nicht stabil genug waren oder dass die Gewinne nach den Partien eher mager ausfielen.
Spätere Berichte zeigen jedoch, dass die Entwickler sich diesen Problemen gestellt und für viele eine Lösung entwickelt haben, IGN spricht von einem Spiel, „das mit dem Alter nur besser wird“.
PCMag berichtet über eine „League of Extraordinary Rocket Cars“ und vergleicht die Einfachheit und die Spielweise von Rocket League mit der eines Billardspiels, anstelle der eines naheliegenden Fußballspiels.
Bei Metacritic besitzt die PlayStation-4-Version eine aggregierte Wertung von 85, basierend auf 50 Bewertungen. Bei OpenCritic sind es bei 110 Kritiken eine aggregierte Wertung von 87.

## E-Sport
Psyonix hatte die Popularität von Rocket-League-Spielen auf Twitch und anderen Live-Streaming-Plattformen beobachtet und wollte das Spiel im Februar 2016 verstärkt im E-Sport einsetzen.  Im März 2016 kündigte Psyonix die erste Rocket League Championship Series an. Das Finale fand im August 2016 mit einem Preisgeld von 55.000 US-Dollar statt. Mehr als eine Million US-Dollar Einnahmen aus dem Verkauf von In-Game-Kisten und kosmetischen Items wurden verwendet, um zusätzliche Wettbewerbsveranstaltungen im Laufe des Jahres zu finanzieren, einschließlich kleinerer Wettbewerbe bei großen Spielemessen und Unterstützung für von der Community organisierten Wettbewerben.
Nach der offiziellen Veröffentlichung von Rocket League wurde das Spiel ein offiziell gesponserter E-Sport-Titel, der sich Electronic Sports League anschloss.
Im September 2015 kündigte die Major League Gaming (kurz: MLG) die erste Saison der Pro Rocket League an, die von September bis Anfang Oktober stattfand.
Ein Tausend US-Dollar Rocket-League-Turnier wurde bei den Summer X Games im Juli 2017 außerhalb des U.S. Bank Stadium ausgetragen. Das Finale wurde live auf ESPN3 übertragen.
Als erster Versuch von NBC in den E-Sport einzusteigen, veranstaltete die NBC Sports Group in Zusammenarbeit mit FACEIT ein eigenes 100 Tausend US-Dollar-Turnier, das von Juli bis August 2017 in acht Regionen weltweit ausgestrahlt wurde.
Ab September 2017 veranstalteten Psyonix und Tespa, ein College-Sportveranstalter, das erste Collegeturnier für Teams, bei dem ein Stipendienanteil von 50.000 US-Dollar vergeben wurde. Im Dezember 2017 organisierte Turner Sports ein Eleague-Cup-Event im Wert von 150.000 US-Dollar für acht Teams, das live im Internet übertragen wurde. In einer dreiteiligen Serie wurden einige Details zum Weg der Teams zum Cup und einige der Spielhighlights auf TBS ausgestrahlt.
Im Dezember 2019 gewann das Weltmeisterteam von NRG Esports 200.000 US-Dollar.
Im August 2020 begann die zehnte Season der RLCS unter dem Namen RLCS X. Sie bestand aus drei Splits: Fall, Winter und Spring, alle jeweils mit der Länge einer normalen Season. Diese Splits bestanden jeweils wiederum aus drei regionale Events und einem internationalen Major als Live-Event. Alle drei Live-Events konnten jedoch wegen der COVID-19-Pandemie nicht stattfinden und blieben online. Auch das große RLCS X World Championship wurde abgesagt und durch ein weiteres regionales Event ersetzt.
Inzwischen gibt es ein neues System. Es werden 16 Esport-Teams auf 4 Gruppen aufgeteilt. Die besten 3 der 4 Teams jeder Gruppe werden dann für die sogenannten „Brackets“ qualifiziert, wobei das beste Team jeder Gruppe automatisch 1 Spiel weiter ist. Diese werden weiterhin regional durchgeführt.

## Erweiterungen
Mittlerweile sind mehrere zahlungspflichtige DLCs erschienen. Diese nennen sich unter anderem Supersonic Fury DLC Pack, Revenge of the Battle-Cars DLC Pack, Back to the Future DLC Pack, Chaos Run DLC Pack, Batman v Superman: Dawn of Justice Car Pack und früher NBA Flag Pack. Durch diese wurden weitere Items, die das Äußere verändern, und neue Autos hinzugefügt.
| DLC                                         | Urspr. Preis | Verfügbar |
| ------------------------------------------- | ------------ | --------- |
| Supersonic Fury DLC Pack                    | 3,99€        | Nein      |
| Revenge of the Battle-Cars DLC Pack         | 3,99€        | Nein      |
| Back to the Future™ Car Pack                | 1,99€        | Nein      |
| Chaos Run DLC Pack                          | 3,99€        | Nein      |
| Batman v Superman: Dawn of Justice Car Pack | 1,99€        | Nein      |
| Proteus                                     | 1,99€        | Nein      |
| Vulcan                                      | 1,99€        | Nein      |
| Triton                                      | 1,99€        | Nein      |
| Hot Wheels® Twin Mill™ III                  | 1,99€        | Nein      |
| The Fate of the Furious™ Ice Charger        | 1,99€        | Nein      |
| Hot Wheels® Bone Shaker™                    | 1,99€        | Nein      |
| Aftershock                                  | 1,99€        | Nein      |
| Esper                                       | 1,99€        | Nein      |
| Masamune                                    | 1,99€        | Nein      |
| Marauder                                    | 1,99€        | Nein      |
| NBA Flag Pack                               | 1,99€        | Nein      |
| Fast & Furious™ '70 Dodge® Charger R/T      | 1,99€        | Nein      |
| Fast & Furious™ '99 Nissan Skyline GT-R R34 | 1,99€        | Nein      |
| DC Super Heroes DLC Pack                    | 3,99€        | Nein      |
| Jurassic World™ Car Pack                    | 1,59€        | Nein      |
| Hot Wheels® Triple Threat DLC Pack          | 4,99€        | Nein      |
| McLaren 570S Car Pack                       | 1,59€        | Nein      |
| MLB Fan Pack                                | 2,39€        | Nein      |
| Ghostbusters™ Ecto-1 Car Pack               | 1,59€        | Nein      |
| Knight Rider Car Pack                       | 1,59€        | Nein      |

Die ersten beiden DLCs sind in der neu erschienen Xbox-One-Version kostenlos. Seit Mitte 2016 werden keine DLC-Pakete, sondern einzelne DLC-Autos veröffentlicht, wie der „Aftershock“ oder der „Masamune“. Mit der Übernahme durch Epic Games wurde der Verkauf dieser DLCs gestoppt. Man findet nun noch vereinzelt ehemalige DLC-Fahrzeuge im neuen Ingame-Shop, indem mit, durch Echtgeld gekauften, Credits kosmetische Items gekauft werden können. Credits sowie kosmetische Items lassen sich unter Spielern tauschen. Diese Funktion wurde allerdings aufgrund von Epic Games Richtlinien im Dezember 2023 entfernt.
Zusätzlich zu Direktkäufen mit Echtgeld konnten von den Spielern Kisten geöffnet werden, wodurch sie einen zufälligen Gegenstand aus der Kiste erhalten. Die Kisten wurden mit Schlüsseln geöffnet, welche wiederum mit Echtgeld gekauft werden mussten.
Auch dies wurde mit der Übernahme durch Epic Games gestoppt. Dafür wurden sogenannte Blueprints hinzugefügt. Das sind quasi Vorlagen für kosmetische Items, welche dann durch Credits gebaut werden. Dieses System geriet bei den Spielern eher auf Kritik. Grund war der überteuerte Preis für Items.
Zudem erscheinen in unregelmäßigen Abständen neue, kostenlose Arenen, Spielmodi und Features.
Rocket Pass

Im September 2018 wurde der kostenpflichtige Rocket Pass eingeführt. Wird dieser für 10 Schlüssel (seit der Übernahme durch Epic Games mit Credits) erworben, erhält der Spieler für jeden Levelaufstieg ein Item aus dem Rocket Pass, wobei die Items mit fortschreitendem Level immer wertvoller werden. Die Level können alternativ durch weitere Schlüssel kostenpflichtig freigeschaltet werden. Im Rocket Pass sind auch weitere 10 Schlüssel (heute Credits) enthalten, die man erhält, wenn man den Pass vollständig durchspielt. Neben dem kostenpflichtigen Pass, steht auch ein kostenloser zur Verfügung, der jedoch deutlich weniger Inhalte zum freispielen anbietet.

## Spezialevents / Besonderheiten
Während einiger Feiertage, wie zum Beispiel Weihnachten oder Ostern, aber auch z. B. an Halloween, gibt es limitierte Items, die nur innerhalb dieser Tage erhalten werden können. Diese Gegenstände sind in der „Limitiert“-Kategorie. Des Weiteren sind einige Arenen nur bei bestimmten Jahreszeiten oder Events verfügbar.